# Marvic Leonen

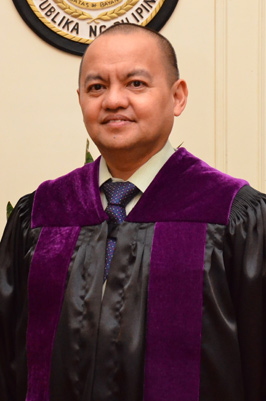
Marvic Leonen

Mario Victor "Marvic" Famorca Leonen (Baguio, 29 december 1962) is een Filipijns jurist. Hij was decaan van de faculteit rechten van de University of the Philippines en leidde van 2010 tot 2012 namens de Filipijnse regering de onderhandelingen met de islamitische afscheidingsbeweging MILF. In november 2012 werd Leonen door president Benigno Aquino III benoemd tot rechter van het Filipijns hooggerechtshof.

## Biografie
Marvic Leonen werd geboren op 29 december 1962 in Baguio. Hij groeide op in Baguio en studeerde economie aan de University of the Philippines (UP). Na het behalen van zijn diploma magna cum laude, begon hij aan een studie rechten aan dezelfde universiteit. In 1987 behaalde hij zijn Bachelor-diploma rechten. Later in 2004 behaalde hij tevens zijn Masters-diploma rechten aan de Amerikaanse Columbia University in New York.
Leonen was docent Indigenous Law aan de UP. Later werd hij aangesteld als professor in de rechten. In 2005 werd hij de vicepresident van de Universiteit en in 2008 volgde een benoeming tot decaan van de rechtenfaculteit van UP.
In 2010 werd Leonen door president Benigno Aquino III aangesteld als hoofd van de delegatie die namens de regering onderhandelingen voerde over een voorlopig vredesakkoord met de islamitische afscheidingsbeweging MILF. Kort nadat deze onderhandelingen resulteerden in overeenstemming tussen beide partijen werd hij in november 2012 door Aquino benoemd tot rechter in het Filipijns hooggerechtshof. Zijn benoeming komt na het vrijkomen van de zetel van Maria Lourdes Sereno, die op haar beurt was benoemd tot opperrechter van het hooggerechtshof. Leonen is de op een na jongste rechter die ooit in het Filipijns hooggerechtshof werd benoemd.